# Stade de Port-Gentil
Lo Stade de Port-gentil è un impianto sportivo situato a Port-Gentil, in Gabon. 

## Storia
Inaugurato nel 2016, lo stadio è stato costruito per ospitare le partite della Coppa d'Africa 2017, che vedeva il Gabon come nazione ospitante. L'impianto ha una capienza di ventimila spettatori ed ha ospitato nel corso della Coppa d'Africa 2017 sei incontri della fase a gironi, più un quarto di finale e la finale per il terzo posto.